# Alarmpistool
Een alarmpistool is een op een echt vuurwapen lijkend pistool, dat geen projectielen afvuurt, maar slechts een zeer luide knal geeft, die lijkt op een echt pistoolschot. Het wordt gebruikt als afschrikwapen, voor filmproducties, het verjagen van vogels en soms als startpistool bij sportwedstrijden.
In veel landen, waaronder België en Duitsland, worden alarmpistolen verkocht die grote overeenkomst vertonen met echte vuurwapens. Zulke exemplaren worden dan ook nogal eens misbruikt door criminelen, bijvoorbeeld bij bankovervallen. Deze wapens zijn strafbaar in Nederland.
In veel landen is een alarmpistool toegestaan en dan is het ook toegestaan een vuurwapen te legaliseren door het om te bouwen, waarna het als vuurwapen onbruikbaar is, maar het nog steeds niet van een echt wapen te onderscheiden is. Het ombouwen gebeurt door een sper in de loop te lassen. Het is dan niet langer mogelijk om scherpe patronen af te vuren. Indien het ombouwen vakkundig wordt gedaan, wordt de kamer van het wapen ook aangepast, zodat scherpe patronen ook niet meer geladen kunnen worden. Vanzelfsprekend is dat veiliger voor de gebruiker. Ook deze wapens zijn in Nederland niet toegestaan, het bezit is strafbaar gesteld in de Wet Wapens en Munitie.
In Nederland zijn alleen alarmpistolen toegestaan en vrij verkrijgbaar als zij zijn voorzien van een dichte, vierkante en verkorte loop, waarbij de ligplaats van de "losse flodders" en de gasuitlaat loodrecht staan op de loop. De knalpatronen mogen niet groter zijn dan kaliber 6mm. Op deze manier zijn ze van dichtbij duidelijk herkenbaar als alarmpistool.